# Memorie di un barbiere
Memorie di un barbiere (in russo Записки цирюльника?, Zapiski cirjul'nika) è un libro autobiografico scritto da Giovanni Germanetto e pubblicato originariamente in Unione Sovietica nel 1930 in versione tradotta in lingua russa. L'anno successivo fu edito in lingua italiana in Francia, con una prefazione di Palmiro Togliatti. Il testo, incentrato principalmente sulle lotte del movimento operaio e comunista italiano contro il regime fascista, è stato tradotto complessivamente in 24 lingue.
Nell'anno della morte dell'autore, il 1959, del libro erano state pubblicate quattro versioni in russo di cui una illustrata, sette edizioni in italiano (due pubblicate a Parigi, una a Mosca e quattro in Italia dopo la Liberazione dal fascismo), cinque edizioni in tedesco, tre in inglese e in spagnolo, due in francese, polacco e ucraino e una in finlandese, giapponese, ceco, slovacco, bielorusso, croato, tataro, ebraico, ungherese, cinese e albanese, per una tiratura superiore al milione di esemplari.

## Edizioni (parziale)
- (RU) Giovanni Germanetto, Zapiski cirjul'nika, Mosca, Leningrado, Zemlja i fabrika, 1930.
- (DE) Giovanni Germanetto, Genosse Kupferbart. Aus den Erinnerungen eines italinischen Revolutionärs, Berlino, Vienna, Zurigo, Internationaler Arbeiter-Verlag, 1930.
- Giovanni Germanetto, Memorie di un barbiere, Parigi, Edizioni di coltura sociale, 1931.
- (FR) Giovanni Germanetto, Souvenirs d'un perruquier. 25 années de lutte d'un révolutionnaire italienne, Parigi, Bureau d'Editions, 1931.
- (EN) Giovanni Germanetto, Memoirs of a Barber, traduzione di Edmund Stevens, New York, International Publishers, 1935.
- Giovanni Germanetto, Le memorie di un barbiere, Mosca, Edizioni in lingue estere, 1943.
- Giovanni Germanetto, Memorie di un barbiere, Roma, E. Gi. Ti., 1944.
- Giovanni Germanetto, Memorie di un barbiere, 6ª ed., Roma, Edizioni Rinascita, 1950.
- (RU) Giovanni Germanetto, Zapiski cirjul'nika. Iz vospominanij ital'janskogo revolucionera, Mosca, Gosudarstvennoe izdatel'stvo političeskoj literatury, 1959.
- Giovanni Germanetto, Memorie di un barbiere, Roma, Editori Riuniti, 1978.